# O Anjo da Noite
O Anjo da Noite és una pel·lícula brasilera en blanc i negre de terror del 1974 dirigida per Walter Hugo Khouri.
Amb localitzacions a Petrópolis, la pel·lícula va ser escrita per Fernando César Ferreira i el mateix director, que també signa amb el pseudònim d'Hugo Conrado. Va formar part de la selecció oficial del VII Festival Internacional de Cinema Fantàstic i de Terror de Sitges.

## Sinopsi
En un cap de setmana a Petrópolis, una noia va a treballar a una mansió com a mainadera per a dos nens els pares dels quals han viatjat. Estranyament, comença a rebre insistents trucades anònimes, que la terroritzen.

## Repartiment
- Selma Egrei.... Ana
- Eliezer Gomes.... Augusto
- Lilian Lemmertz.... Raquel
- Pedro Coelho .... Marcelo
- Rejane Saliamis .... Carolina
- Isabel Montes .... Beatriz
- Fernando Amaral .... Rodrigo
- Waldomiro Reis

## Premis
Festival de Gramado
1. Millor director (guanyador)
2. Millor actor (guanyador)
3. Millor fotografia (guanyador)
4. Millor pel·lícula (nominada)

Premis Associació de Crítics d'Art de São Paulo
1. Millor pel·lícula (guanyador)
2. Millor música (guanyador)